# Calciatori della nazionale nepalese
In questa lista sono raccolti i calciatori che hanno rappresentato in almeno una partita la Nazionale nepalese.
Statistiche aggiornate al 2 settembre 2020.
| Nome                  | Presenze | Reti | Esordio | Ultima partita |
| --------------------- | -------- | ---- | ------- | -------------- |
| Sunil Bal             | 11       | 1    | 2016    | 2019           |
| Anjan Bista           | 33       | 2    | 2014    | 2019           |
| Rohit Chand           | 63       | 0    | 2009    | 2019           |
| Dev Narayan Chaudhary | 15       | 1    | 1997    | 2003           |
| Kiran Chemjong        | 65       | 0    | 2008    | 2019           |
| Bimal Gharti Magar    | 37       | 8    | 2012    | 2019           |
| Hari Khadka           | 32       | 11   | 1996    | 2006           |
| Nirajan Rayamajhi     | 20       | 13   | 2000    | 2008           |
| Kamal Shrestha        | 7        | 0    | 2016    | 2017           |
| Ananta Tamang         | 29       | 2    | 2015    | 2019           |
| Sagar Thapa           | 64       | 1    | 2003    | 2015           |